# La magie des surprises parties
"La magie des surprises parties" (em português: A magia das festas surpresas) é a primeira canção que a cantora francesa Vanessa Paradis gravou, em 1983. 
Vanessa a cantou durante um festival italiano em novembro de 1985, mas nunca a comercializou, mesmo após o sucesso mundial de "Joe le taxi", em 1987. 
A canção, que fala de uma menina que ama as músicas dos anos 1960, existe em duas versões: versão single e versão instrumental. 

## História
Em 1983, Vanessa Paradis tinha apenas 10 anos e ainda não havia lançado "Joe le taxi". Ela já sonhava em ser cantora e atriz. Seu tio, Didier Pain, ator, conhecia muitas pessoas no mundo do entretenimento e sendo assim, a levava constantemente em estúdios e em sets de filmagem.
Ele ficou sabendo que o grupo francês de rock, Les Forbans, procurava uma menina para cantar uma composição deles. Didier então organiza um encontro entre Vanessa e o grupo. Ela assiste ao show deles e então, vai conhecê-los nos bastidores. O contato se estabeleceu imediatamente e a canção foi gravada algumas semanas mais tarde.
Mas, nenhuma gravadora se interessou em lançar o single apesar dos esforços que duraram um ano e meio. Querendo conseguir assinar o contrato, a canção foi escolhida para representar a França no festival musical Ambrogino, na Itália, em dezembro de 1985. A apresentação de Vanessa foi transmitida na Rai Uno, mas ela não conseguiu o 1º lugar  e o single não foi comercializado.
Dois anos mais tarde, em 1987, o single seria finalmente lançado por conta do sucesso de "Joe le taxi". Os produtores da canção, querendo aproveitar o sucesso de Vanessa, fabricam o single para comercialização, com o booklet do álbum tendo fotos da Vanessa na época da gravação. Mas, ele não chega às lojas porque na época Vanessa era uma criança, se beneficiando de direitos bem específicos e seus pais recorrem à justiça. 
As unidades fabricadas são então destruídas. Apenas algumas centenas de exemplares sobreviveram e foram vendidas em convenções para colecionadores.

## Na televisão
O festival Ambrogino de 1985 foi transmitido na Rai Uno. Pedaços da apresentação foram transmitidos nos programas Sacrée Soirée em 1988, e em 30 destins de stars, em 2008.
Na França, não existe nenhuma apresentação ao vivo da canção. A única vez que a Vanessa tocou no assunto foi no programa Frequenstar, em 1992.